# 新野山形
新野山形（にいのやまがた）は岡山県津山市にある地名。郵便番号は708-1226。

## 地理
旧・新野村の北西端に位置する。

## 歴史

### 沿革
- 1889年6月1日 - 町村制施行により、勝北郡新野山形村が同郡新野西上村、新野西下村、新野西中村、新野東村と合併、新野村となる。新野山形村は大字新野山形となる。
- 1900年4月1日 - 勝北郡が勝南郡と合併し、勝田郡となる。
- 1955年1月1日 - 勝田郡新野村が、同郡勝加茂村、広戸村と合併、勝北町となる。新野東を除く新野村全域の大字はそれぞれ大字から新野を省き、新野山形は山形に改称。
- 2005年2月28日 - 勝北町が苫田郡加茂町、阿波村、久米郡久米町とともに津山市に編入される。同音の山方との区別のため、山形が勝北町前の名称、新野山形に再び改称。

## 世帯数と人口
2021年（令和3年）1月1日現在の世帯数と人口は以下の通りである。
| 町丁     | 世帯数  | 人口  |
| -------- | ------- | ----- |
| 新野山形 | 217世帯 | 469人 |

## 小・中学校の学区
市立小・中学校に通う場合、学区は以下の通りとなる。
| 番地 | 小学校             | 中学校             |
| ---- | ------------------ | ------------------ |
| 全域 | 津山市立新野小学校 | 津山市立勝北中学校 |

## 交通

### 道路
- 岡山県道348号堀坂勝北線

## 施設
- 新野八幡神社